# EPM-UNE/Saison 2011
Dieser Artikel listet Erfolge und Mannschaft des Radsportteams EPM-UNE in der Saison 2011 auf.

## Erfolge in der UCI America Tour
Bei den Rennen der  UCI America Tour im Jahr 2011 gelangen dem Team nachstehende Erfolge.
| Datum        | Rennen                                        | Kat. | Sieger            |
| ------------ | --------------------------------------------- | ---- | ----------------- |
| 25. Februar  | 6a. Etappe Vuelta a la Independencia Nacional | 2.2  | Rafael Infantino  |
| 26. Februar  | 7. Etappe Vuelta a la Independencia Nacional  | 2.2  | Jaime Castañeda   |
| 27. Februar  | 8. Etappe Vuelta a la Independencia Nacional  | 2.2  | Jaime Castañeda   |
| 13. Juni     | 1. Etappe Vuelta a Colombia                   | 2.2  | Walter Pedraza    |
| 29. Juli     | 3. Etappe Tour do Rio                         | 2.2  | Juan Pablo Suárez |
| 27.–31. Juli | Gesamtwertung Tour do Rio                     | 2.2  | Juan Pablo Suárez |

## Erfolge in der UCI Europe Tour
Bei den Rennen der  UCI Europe Tour im Jahr 2011 gelangen dem Team nachstehende Erfolge.
| Datum  | Rennen                                    | Kat. | Sieger        |
| ------ | ----------------------------------------- | ---- | ------------- |
| 8. Mai | 3. Etappe Vuelta a la Comunidad de Madrid | 2.1  | Giovanny Báez |

## Zugänge – Abgänge
| Zugänge         | Team 2010    | Abgänge                          | Team 2011      |
| --------------- | ------------ | -------------------------------- | -------------- |
| Walter Pedraza  | SP Tableware | Óscar Pachón                     | Acqua & Sapone |
| Iván Parra      | GW Shimano   | Jorge Martínez                   | Unbekannt      |
| Javier Gómez    | Neoprofi     | Julián Muñoz                     | Unbekannt      |
| Yamith Gualtero | Neoprofi     | Óscar Rivera                     | Unbekannt      |
| Jaime Vergara   | Neoprofi     | Javier González (bis 31. August) | Unbekannt      |

## Mannschaft
| Name               | Geburtstag        | Nationalität |
| ------------------ | ----------------- | ------------ |
| Giovanny Báez      | 9. April 1981     | Kolumbien    |
| Eduard Beltran     | 18. Januar 1990   | Kolumbien    |
| Jaime Castañeda    | 29. Oktober 1986  | Kolumbien    |
| Francisco Colorado | 13. Mai 1980      | Kolumbien    |
| Javier Gómez       | 16. Oktober 1991  | Kolumbien    |
| Yamith Gualtero    | 23. Juli 1989     | Kolumbien    |
| Rafael Infantino   | 28. August 1984   | Kolumbien    |
| Mauricio Ortega    | 22. Oktober 1980  | Kolumbien    |
| Stiver Ortíz       | 12. August 1980   | Kolumbien    |
| Robinson Oyola     | 10. August 1988   | Kolumbien    |
| Heiner Parra       | 9. Oktober 1991   | Kolumbien    |
| Iván Parra         | 14. Oktober 1975  | Kolumbien    |
| Walter Pedraza     | 27. November 1981 | Kolumbien    |
| Freddy Piamonte    | 4. Juni 1982      | Kolumbien    |
| Juan Pablo Suárez  | 30. Mai 1985      | Kolumbien    |
| Jaime Vergara      | 12. Juni 1987     | Kolumbien    |

## Platzierungen in UCI-Ranglisten
UCI America Tour 2011
|      | Fahrer             | Punkte |
| ---- | ------------------ | ------ |
| 5.   | Juan Pablo Suárez  | 135    |
| 23.  | Giovanny Báez      | 72     |
| 25.  | Jaime Castañeda    | 68     |
| 95.  | Rafael Infantino   | 30     |
| 111. | Eduard Beltran     | 23     |
| 112. | Francisco Colorado | 23     |
| 190. | Javier Gómez       | 12     |
| 248. | Robinson Oyola     | 8      |
| 262. | Freddy Piamonte    | 8      |

UCI Europe Tour 2011
|       | Fahrer            | Punkte |
| ----- | ----------------- | ------ |
| 127.  | Juan Pablo Suárez | 108    |
| 232.  | Giovanny Báez     | 67     |
| 1121. | Rafael Infantino  | 4      |